# (28037) Williammonts
(28037) Williammonts est un astéroïde de la ceinture principale.

## Description
(28037) Williammonts est un astéroïde de la ceinture principale. Il fut découvert le 20 mars 1998 à Socorro (Nouveau-Mexique) par le projet LINEAR. Il présente une orbite caractérisée par un demi-grand axe de 2,31 UA, une excentricité de 0,12 et une inclinaison de 1,1° par rapport à l'écliptique.

## Compléments